# 손무현
손무현(1968년 9월 5일 ~ )은 대한민국의 음악가이다.
1987년 록그룹 외인부대의 기타리스트로 데뷔했다. 1990년 김완선 5집 앨범의 작곡과 프로듀싱을 맡아 성공시켰으며, 이외에도 여러 가수들의 작곡 및 앨범 프로듀서를 맡았다. 영화음악감독으로서도 왕성하게 활동하며, 현재 한양여대 실용음악과 교수직을 맡고 있다.

## 앨범
- 외인부대 1집 《Julie》(1988)
- 록 인 코리아 프로젝트 앨범 《Rock in Korea》(1989)
- 《제목없는 시》(1992)
- 《우리들의 천국》 (1991년)
- 《손무현 & Double Trouble -Old & New》(1995년)
- 《깡패 수업》(1996년)
- 《주유소 습격 사건》(1999)
- 《신라의 달밤》(2001년)
- 광복절밴드《광복절밴드》(2002)
- 《광복절 특사》OST (2003)
- 《Master 4 - Synergy》(2013년) - 손무현 (보컬/기타), 이태윤 (보컬/베이스), 조범진 (기타/보컬), 장혁 (드럼)

## 같이 보기
- 김완선
- 윤상